# Adam Mokoka
Adam Mokoka (* 18. Juli 1998 in Paris) ist ein französischer Basketballspieler.

## Laufbahn
Mokoka spielte beim Verein Cergy-Pontoise Basket Ball nordwestlich seiner Geburtsstadt Paris und später in der Nachwuchsabteilung des Erstligisten BCM Gravelines-Dunkerque. Im Spieljahr 2015/16 gab er seinen Einstand in der ersten französischen Liga. Im Frühjahr 2018 meldete sich der Franzose zunächst zum Draft-Verfahren der nordamerikanischen Liga NBA an, verzichtete dann aber auf eine Teilnahme. In der Sommerpause 2018 verließ er sein Heimatland und wechselte zum serbischen Verein KK Mega Basket.
2019 schrieb er sich abermals für den NBA-Draft ein, blieb bei dem Auswahlverfahren jedoch unberücksichtigt. Anfang Juli 2019 unterzeichnete er bei den Chicago Bulls einen Zweiwegevertrag für Einsätze in der NBA sowie in Chicagos Ausbildungsmannschaft Windy City Bulls (NBA G-League). Er kam auf 25 NBA-Einsätze für die Chicago Bulls. Ende Februar 2021 wurde er an die Austin Spurs abgegeben, für die er vier Spiele in der NBA G-League bestritt. Ende November 2021 wurde Mokoka von Nanterre 92 verpflichtet, ging damit in die erste französische Liga zurück. In 25 Ligaeinsätzen für Nanterre erzielte er im Schnitt 11,3 Punkte.
Im Oktober 2022 gab die NBA-Mannschaft Oklahoma City Thunder die Verpflichtung des Franzosen bekannt und strich ihn wenige Tage später wieder aus dem Aufgebot. An einem Vorbereitungsspiel auf die Saison 2022/23 nahm Mokoka für Oklahoma City nicht teil. Er erhielt daraufhin einen Platz im Aufgebot von Oklahoma City Blue (NBA G-League). Für die Mannschaft erzielte der Franzose während des Spieljahres 2022/23 im Durchschnitt 13,5 Punkte sowie 5,5 Rebounds je Begegnung. Ende März 2023 wurde er vom italienischen Erstligisten Reyer Venezia Mestre verpflichtet.
Mokoka wechselte in der Sommerpause 2023 zu U-BT Cluj-Napoca nach Rumänien. Er gewann mit der Mannschaft 2024 und 2025 den rumänischen Meistertitel. Im Juni 2025 gab der französische Erstligist JL Bourg Basket Mokokas Verpflichtung bekannt.

## Nationalmannschaft
Mit der französischen U16-Nationalmannschaft wurde er 2014 und mit der U18-Auswahl 2016 Europameister. Im November 2024 bestritt Mokoka sein erstes A-Länderspiel.

## NBA-Statistiken

### Hauptrunde
| Saison  | Team        | GP | GS | MPG  | FG % | 3P % | FT % | RPG | APG | SPG | BPG | PPG |
| ------- | ----------- | -- | -- | ---- | ---- | ---- | ---- | --- | --- | --- | --- | --- |
| 2019–20 | Chicago     | 11 | 0  | 10.2 | .429 | .400 | .500 | 0.9 | 0.4 | 0.4 | 0.0 | 2.9 |
| 2020–21 | San Antonio | 14 | 0  | 4.0  | .368 | .100 | .000 | 0.4 | 0.4 | 0.1 | 0.1 | 1.1 |
| Gesamt  | Gesamt      | 25 | 0  | 6.7  | .404 | .280 | .400 | 0.6 | 0.4 | 0.2 | 0.0 | 1.9 |